# Gregopimpla himalayensis
Gregopimpla himalayensis là một loài tò vò trong họ Ichneumonidae.